# 晶格能
離子化合物的晶格能是指在標準條件中（298K，1atm），由相距无穷远的气态正、负离子形成1 mol 離子晶体所释放的能量，或是1 mol 離子晶体变成相距无穷远的气态正、负离子所吸收的能量。离子半径越小，晶格能越大。而离子的电荷越大，晶格能就越大。晶格能的大小与溶解度，硬度，挥发性等诸多物理性质相关。晶格能通常不能直接测出，但可通过玻恩-哈伯循环计算出。
玻恩與兰德透過靜電引力理論，推導出玻恩—兰德方程，可用於计算晶格能，
此公式为 晶格能={\displaystyle {\ce {U= (138490Z+ Z^- A/r) (1- 1/n)}}}
其中Z+与Z-分别代表阳离子与阴离子的电荷数的绝对值r为阴阳离子半径的和(单位取pm)，A则为马德隆常数，与晶格类型有关：對於如氯化銫體心立方形式堆積的，A為1.763；對於如氯化鈉雙面心立方形式堆積的，A為1.748；對於如閃鋅礦形式堆積的，A為1.638。n為玻恩指數，n與電子構型的關係為：離子電子構型似氦原子者，n為5；離子電子構型似氖原子者，n為7；離子電子構型似氬原子者或亞銅離子(Cu+)者，n為9；離子電子構型似氪原子者或銀離子(Ag+)者，n為10；離子電子構型似氙原子者或亞金離子(Au+)者，n為12。在計算時，要把正負離子分別對應的n取算數平均，再套入公式運算。

## 意义
晶格能的概念最早应用于岩盐（氯化钠）与闪锌矿（硫化锌）等高对称性的矿物形成过程中。以氯化钠为例，晶格能为以下反应的能量变化：
Na+ (g) + Cl− (g) → NaCl (s)
其数值大小约为-786kJ/mol。
除此之外，部分教科书采取上过程的相反过程作为晶格能的定义。在这种定义下，晶格能的符号为正号。两种定义的应用都很广泛。

## 部分有代表性的晶格能值
| 化合物 | 实验测得的晶格能 | 晶体类型 | 备注                                               |
| ------ | ---------------- | -------- | -------------------------------------------------- |
| LiF    | −1030 kJ/mol     | NaCl     | 由于离子势更大，使得晶格能随之上升                 |
| NaCl   | −786 kJ/mol      | NaCl     | 氯化钠晶型的标准物质                               |
| NaBr   | −747 kJ/mol      | NaCl     | 比氯化钠更弱的晶格                                 |
| NaI    | −704 kJ/mol      | NaCl     | 比溴化钠更弱的晶格，在丙酮中可溶                   |
| CsCl   | −657 kJ/mol      | CsCl     | 氯化铯晶型的标准物质                               |
| CsBr   | −632 kJ/mol      | CsCl     | 趋势与氯化钠晶型相同                               |
| CsI    | −600 kJ/mol      | CsCl     | 趋势与氯化铯晶型相同                               |
| MgO    | −3795 kJ/mol     | NaCl     | M2+R2-的晶格能比M+R-显著高，其在绝大多数溶剂中难溶 |
| CaO    | −3414 kJ/mol     | NaCl     | M2+R2-的晶格能比M+R-显著高，其在绝大多数溶剂中难溶 |
| SrO    | −3217 kJ/mol     | NaCl     | M2+R2-的晶格能比M+R-显著高，其在绝大多数溶剂中难溶 |
| MgF2   | −2922 kJ/mol     |          |                                                    |
| TiO2   | −12150 kJ/mol    |          |                                                    |

1. 1 2 3  宋, 天佑; 程, 鵬; 徐, 家寧; 张, 丽荣. . 北京市西城區德外大街4號: 高等教育. 2019: 236. ISBN 978-7-04-051719-4.
2. ↑  Johnson, D. A.; Open University. . Cambridge: Royal Society of Chemistry https://www.worldcat.org/oclc/232637537. 2002. ISBN 978-1-84755-791-9. OCLC 232637537. 缺少或|title=为空 (帮助)
3. ↑  Zumdahl, Steven S. .  4th ed. Boston: Houghton Mifflin https://www.worldcat.org/oclc/36896511. 1997. ISBN 0-669-41794-7. OCLC 36896511. 缺少或|title=为空 (帮助)
4. ↑  Atkins, P. W. .  5th ed. Oxford: Oxford University Press https://www.worldcat.org/oclc/430678988. 2010. ISBN 978-0-19-923617-6. OCLC 430678988. 缺少或|title=为空 (帮助)